# Pablo Stagnaro
Pablo Stagnaro es un baterista chileno de jazz y rock. Fue fundador (junto a Eric Ávila) de la banda de power metal chilena Six Magics y actualmente es el baterista de la banda chilena de rock progresivo Hidalgo. 
Estudió percusión en Chile y participa activamente como baterista de la "Big Band Orquesta de Jazz de la Universidad de Chile", dirigida por el compositor Orion Lion, con el cual han realizado placas discográficas independientes en los estilos swing, latin y fusión. Además ha colaborado con el grupo Kavorka. 
Su estilo se caracteriza por su versatilidad en diversos estilos, como el metal, el jazz, latin descarga o el pop, y por sus complejos pasajes en doble pedal (The secrets of an island).
- Datos: Q6056482